# ARM Cortex-A78
ARM Cortex-A78은 ARMv8.2-A 64비트 명령어 집합을 구현하는 중앙 처리 장치이며, ARM Ltd.의 오스틴 센터에서 설계되었다.

## 디자인
ARM Cortex-A78은 ARM Cortex-A77의 후속작이다. 성능과 효율성을 모두 제공하기 위해 ARM Cortex-X1 및 ARM Cortex-A55 CPU와 DynamIQ 구성으로 페어링될 수 있다. 이 프로세서는 또한 이전 모델에 비해 50%의 에너지 절약을 주장한다.
Cortex-A78은 1.5K 매크로-OP(MOPs) 캐시를 갖춘 4-wide 디코드 비순차 슈퍼스칼라 디자인이다. 사이클당 4개의 명령과 6개의 Mop를 페치하고, 6개의 Mop와 12개의 μop를 사이클당 리네임 및 디스패치할 수 있다. 비순차 윈도우 크기는 160개 항목이며 백엔드는 파이프라인 깊이 14단계, 실행 지연 시간 10단계로 13개의 실행 포트를 갖는다.
이 프로세서는 표준 Cortex-A 로드맵을 기반으로 구축되었으며 2.1 GHz (5 nm) 칩셋을 제공하여 다음과 같은 방식으로 이전 모델보다 향상되었다.
- 7% 더 나은 성능
- 4% 더 낮은 전력 소비
- 5% 더 작아져 쿼드 코어 클러스터, 추가 GPU, NPU를 위한 면적 15% 증가

칩셋의 DynamIQ에 대한 동적 공유 장치(Dynamic Shared Unit)의 추가 지원으로 확장된 확장성도 제공된다. 64 KB L1 캐시 구성에서 더 작은 32 KB L1 캐시는 선택 사항이다. 이 작은 L1 메모리를 상쇄하기 위해 분기 예측기는 불규칙한 검색 패턴을 더 잘 커버하며 사이클당 두 개의 분기를 따를 수 있어 L1 캐시 미스를 줄이고 파이프라인 버블을 숨겨 코어를 잘 공급한다. 파이프라인은 A77에 비해 한 사이클 더 길어져 A78이 약 3 GHz의 클럭 주파수 목표를 달성하도록 보장한다. A78은 사이클당 6개 명령 디자인이다.
ARM은 또한 실행 유닛에 두 번째 정수 곱셈 유닛과 추가 부하 주소 생성 유닛(AGU)을 도입하여 데이터 부하와 대역폭을 50% 증가시켰다. 칩셋의 다른 최적화에는 퓨즈드 명령과 명령 스케줄러, 레지스터 이름 변경 구조, 재정렬 버퍼(re-order buffer)의 효율성 개선이 포함된다.
L2 캐시는 최대 512 KB까지 제공되며 성능을 극대화하기 위해 대역폭이 두 배로 늘어났고, 공유 L3 캐시는 최대 4 MB까지 제공되며 이전 세대보다 두 배 더 크다. 동적 공유 장치(DSU)는 또한 ARM Cortex-X1과 함께 8 MB 구성을 허용한다.

## 라이선싱
Cortex-A78은 SIP 코어로 라이선스 사용자에게 제공되며, 설계는 다른 SIP 코어(예: GPU, 디스플레이 컨트롤러, DSP, 이미지 프로세서 등)와 하나의 다이에 통합되어 시스템 온 칩(SoC)을 구성하는 데 적합하다.

## 사용
Cortex-A78은 2020년 11월과 12월에 각각 출시된 삼성 Exynos 2100 SoC에 처음 사용되었다. Snapdragon 888 SoC에 사용된 맞춤형 Kryo 680 Gold 코어는 Cortex-A78 마이크로아키텍처를 기반으로 한다. Cortex-A78은 MediaTek Dimensity 1200 및 8000 시리즈에도 사용된다. 이 장치는 또한 Nvidia의 BlueField-3 및 3X DPU와 2023년 8월에 출시된 HiSilicon Kirin 9000s에도 사용된다.

## 같이 보기
- ARM Cortex-X1, 관련 고성능 마이크로아키텍처
- ARM Cortex-A77, 이전 모델
- ARMv8-A 코어 비교, ARMv8 계열